# プレッシャー (ビリー・ジョエルの曲)
「プレッシャー」（Pressure）は、ビリー・ジョエルの楽曲。
アルバム『ナイロン・カーテン』に収録。このアルバムの先行シングルとして、発売され、全米20位を記録した。またこの曲のシングルは日本でも発売された。

## 解説
歌詞の内容は、人々が抱える圧力について歌っている。シングル曲で、かなりのヒットを記録し、日本でもよく知られて人気もある曲で、1983年に発売された、『ビリー・ザ・ベスト』にも同じく『ナイロン・カーテン』からの先行シングルで、全米17位の「アレンタウン」と全米56位の「グッドナイト・サイゴン〜英雄達の鎮魂歌」と共に収録されたが、アルバム『ピアノ・マン』から最新スタジオアルバム『リヴァー・オブ・ドリームス』までのシングルがほぼ収録された『ビリー・ザ・ヒッツ』には、未収録になっている。
また、ビリーの曲の中でもシンセサイザーを駆使した楽曲になっている。